# Z Rock & Pop
Z Rock & Pop (también conocida como Radio Z) es una emisora de radio con programación basada en canciones de la década de 1960 a la actualidad en inglés y español con géneros musicales dirigidos a un público juvenil y adulto del segmento A/B. Es propiedad de Corporación Universal.
Su estación principal es OAT-4F FM, la cual transmite en la frecuencia 91.5 MHz de la banda FM solo para Ventanilla, Mi Perú y partes del Callao y además transmite vía Internet en el resto del país y en todo el mundo.
En televisión se encuentra disponible en la TDT en el subcanal virtual 6.3 de Lima desde el 19 de septiembre de 2018.

## Historia

### Antecedentes
Radio Sabor Mix transmitía en la frecuencia 95.5 FM, que pertenecía a la Corporación Aeropuerto Hugo Salazar decidió cambiar el género de la estación y apostar por canciones de rock and pop.
Juan Carlos Hurtado, quien trabajó en Radio A, inició la dirección de la emisora. Ninoska Cuba y Coco Valderrama, junto con Juan Carlos Hurtado, formaron la dirección de la estación de radio.
Hubo varias reuniones entre Juan Carlos, Ninoska y Hugo para encontrar el nombre de la nueva estación. Ellos tenían el lema Rock & Pop, pero faltaba el nombre principal. Como propuestas estaban Radioactiva, Planeta, Andrómeda, Blue, Onyx, Oxígeno o La clásica, pero ninguno de estos nombres les convenció. Un día el político y administrador radial Dagoberto Láinez le dijo a Juan Carlos Hurtado que, si él tenía una estación de radio que tocaba música en español (Radio A), la nueva emisora tocaría lo opuesto, por lo él puso "Z". De esta manera, el nombre quedó acuñado como Z Rock & Pop. Sin embargo, muchos otros integrantes señalaron que fue producto de una agencia de publicidad que fue contratada para colaborar en ese propósito. Lo cierto es que hubo problemas con la cadena radial paraguaya Rock and pop por el uso del nombre, ya que al principio se consideró como nombre Rock and pop a secas. Para evitar problemas legales, se incluyó la letra «Z» como nombre real y «rock and pop» como lema.

### Primeros años
Z Rock & Pop fue lanzado al aire el 8 de diciembre de 1997 a las 12:00 a. m. con Venus de Shocking Blue como la primera canción emitida. En sus primeros años, la emisora apuesta por los éxitos de moda con canciones clásicas tanto en inglés como en español con géneros musicales como rock, pop, R&B, oldies, new wave, reggae, baladas, etc. El primer personal de DJ se formó con Juan Carlos Hurtado, Ninoska Cuba, Coco Valderrama, Arturo Otoya, Juan Vargas, Luigi Santana, Lucho Quiroz y Víctor MacDonald. Como productor de audio, estuvo Jesús Cueva Moscaiza.
La emisora de radio se convirtió en competidora de Stereo 100 (hoy Radio Oasis), Radio Mágica, Studio 92 y Radio América 94.3 FM (hoy Radio Corazón ).
Desde 1998, la estación de radio decidió innovar con la entrada de más DJ que formarán el grupo, tanto en el soporte de sonido, producción y contenidos. Además, mediante la difusión de los rankings semanales, La hot Z se convirtió en el nombre de la canción número uno del listado. Garota Nacional de la banda brasileña Skank se volvió su primer tema Hot Z en enero de 1998. Además, cada 8 de diciembre, aniversario de la radio, la estación se seleccionan las Hot Z del año. El ranking se prolongó hasta 2005 debido a que Radio Z comenzó a transmitir música más antigua, especialmente de los años 80.
En 2000, fue lanzada la página web www.radioz.fm, donde el público podía buscar información sobre música y artistas, jugar juegos en línea, ver algunos vídeos humorísticos y, en especial, de votar por las canciones de cualquier ranking para ser tocadas en la radio.

### El cambio a la música de los años 80
A finales de mayo de 2005, después de la emisión de Los últimos 20 entre el 13,14 y 15 de mayo, Z Rock & Pop cerró los rankings semanales que tocaban música de moda para transmitir música de las décadas de 1960 a 1990 y alternando con algunos temas del momento. La radio cambia su eslogan a Lo mejor de los 80... y más como base para la emisión de canciones. La última emisión del ranking anual de La Hot Z se llevó a cabo a fines de ese año donde Everybody's Changing de Keane quedó en primer lugar.
En julio de 2006, la página web de la estación cambió su estructura. Las secciones Chica zeta, Hogar y Tecnología fueron cerradas y reemplazadas por secciones como Wallpapers Z, Musicómetro, entre otras. A finales de agosto de ese año, los DJ Juan Carlos Hurtado, Ninoska Cuba y Coco Valderrama renunciaron a Z Rock & Pop para aparecer en otras estaciones de radiodifusión.

### Los últimos años
En noviembre de 2007, algunos DJ de Radio A formaron parte de Z Rock & Pop, como Karla Fernández, Marco Antonio Vásquez y el regreso de los DJ Hibar Saldaña y Michael Phun, debido al cierre de la primera.
A mediados de 2008, volvieron los rankings semanales bajo el nombre de La esencia de la semana, que duró hasta febrero de 2009.
En febrero de 2009, la estación de radio fue vendida al empresario Higinio Capuñay Sarpán. El 1 de marzo, algunas estaciones subsidiarias a Z Rock & Pop fueron reemplazados por la emisora radial de cumbia La karibeña, acción que generó críticas en los oyentes ya que era la única radio de ese estilo con transmisión nacional. La página web de Z Rock & Pop fue cambiado de www.radioz.fm a radioz.pe para que coincida con los otros dominios de las otras estaciones en la misma empresa.
En julio de 2009, la radio empezó a transmitir baladas en español, hecho que causó malestar de la audiencia por el drástico cambio. Como resultado, la emisora volvió a su formato original a principios de agosto de 2009. En ese mes, el DJ Coco Valderrama volvió a los micrófonos de Z Rock & Pop hasta diciembre de 2009.
Sin embargo, mientras la emisora patrocinaba un concierto de la banda Metallica (realizado el 19 de enero de 2010), Z Rock & Pop anunció su cierre a finales de diciembre de 2009. Esto ocasionó dudas por parte de la audiencia sobre qué podría pasar con el concierto si la estación patrocinadora desaparecía. A mediados de diciembre de 2009, cada DJ empezó a despedirse de sus oyentes por el cierre. El 30 de diciembre de 2009, la locutora Mariley Paredes presentó la última canción de la estación, que fue Por qué no se van de Los Prisioneros. Luego, a las 8:00 p. m., Radio Z fue reemplazada por Radio La Kalle, de géneros reguetón, salsa, cumbia y techno. El cierre de transmisiones de Z Rock & Pop causó gran controversia en medio del auge de las radios de cumbia en el país desde 2007.

### El regreso
El 26 de enero de 2010, un mes después del cierre, Z Rock & Pop fue relanzado a través de su sitio web radioz.pe. Además, la emisora retomó las transmisiones por FM en algunas ciudades del país, como Arequipa, Chiclayo, Cusco e Ilo.
Entre 2010 y 2012, Z Rock & Pop expandió progresivamente su señal al nivel nacional. Comenzó a emitir en Chachapoyas, Huancayo, La Oroya, Tarapoto, Pucallpa, Iquitos, Ica, Tacna y Camaná. El 23 de mayo de 2012, la radio regresó a Lima a través de los 96.1 MHz.
Sin embargo, el relanzamiento no prosperó porque la frecuencia 96.1 FM en Lima estaba en disputa: Z Rock & Pop interfería con otra estación, propiedad de Kandavu Producciones, una empresa organizadora de conciertos. Debido a eso, Radio Miraflores S.A. (dueños de la frecuencia hasta el 2010) hizo un juicio en contra de la Corporación Universal y Kandavu Producciones para obtener la frecuencia. En consecuencia, el 6 de septiembre del 2012, Radio Z salió del aire en Lima nuevamente.
En 2013, la cobertura fue reduciendo gradualmente por la baja audiencia que recibía. La mayoría de sus frecuencias pasaron a manos de sus estaciones hermanas Radio Exitosa, La Hot y La Kalle.
En 2024, Radio Z regresa a la FM, pero solo para Ventanilla a través de los 91.5 MHz

### Década de 2010
El 12 de agosto de 2015, Z Rock & Pop regresó a Lima a través de 98.7 FM. Además, la radio fue nuevamente lanzada en Piura (89.5 FM), así como en Mollendo (93.9 FM). A finales de agosto de 2015, la radio regresó a Iquitos a través de 107.1 FM. Para esta nueva etapa, comenzó a tocar eurodance en su programación, junto con el rock, pop, oldies, además de canciones de géneros suaves dentro del bloque de programación Z Sunset y La balada de tu vida. El 2 de octubre de 2015, Mariley Paredes volvió a Radio Z para dirigir el programa Radiópolis
En mayo de 2016, Z Rock & Pop sale inesperadamente de la frecuencia modulada, volviendo a ser una radio en línea. Todas las repetidoras de esta emisora a nivel nacional pasaron a formar parte de la emisora de folklore y música latinoamericana Sabor Mix, también perteneciente a Corporación Universal hasta 2017 sus filiales en provincia fueron adquiridas por el Grupo RPP para llegar una emisora de música romántica llamada Radio Corazón. Actualmente, la radio solo tiene seis segmentos musicales dentro de su programación: Hispa Rock & Pop, La hora del break, Z Sunset, Un instante en Liverpool, Disco Z y La caja del fin de semana.

### Década de 2020
A Finales del 2023, Z Rock & Pop anunció que, a partir de 2024, regresaría a la FM y los seguidores se entusiasmaron mucho de que su emisora favorita regresara a la FM después de tanto tiempo de emitir en línea y, en el año 2024, cuando Radio Karibeña dejó de emitir en Ventanilla (Callao) en los 91.5 MHz, Z Rock & Pop regresa y ahora esta emisora emite en los 91.5 MHz desde 2024 hasta hoy en Ventanilla y Distrito de Mi Perú, porque la Corporación Universal decide que Z Rock & Pop regrese a la FM solo en Ventanilla, Mi Perú y parte de Callao.
En 2025, en Huancayo, debido a que las emisoras de Huancayo de Corporación Universal como Radio Exitosa, Radio La Kalle y Radio Karibeña intercambiaron sus frecuencias, Z Rock & Pop aprovecha y Corporación Universal decide que Z Rock & Pop ocupe la frecuencia 88.1 FM el día 23 de mayo de 2025, pero había un problema: esta emisora hacía interferencia con Radio Señorial 88.3 FM en Huancayo y, para evitar la interferencia, la Corporación Universal decide que Z Rock & Pop ocupe la frecuencia 87.9 FM para evitar interferencia con Radio Señorial 88.3 FM y la interferencia terminó el 30 de mayo de 2025, cuando Z Rock & Pop ocupó la frecuencia 87.9 FM y, según el Ministerio de Transportes y Comunicaciones del Perú, esta emisora marca como la primera radio autorizada en la banda 87 FM (87.0 MHz hasta 87.9 MHz) en Perú, pero esto duró hasta el 7 de julio de 2025, cuando Corporación Universal decide cambiar de frecuencia a Z Rock & Pop para Huancayo a 93.1 FM y ahí Z Rock & Pop ocupa la frecuencia 93.1 FM desde ese día en Huancayo, dejando la frecuencia 87.9 FM sin señal en ese entonces en el día 7 de julio del 2025.
El 28 de julio de 2025, Z Rock & Pop regresa a Moquegua y Cusco y ahora emite en los 102.9 FM en Moquegua y 103.9 FM en Cusco desde esa misma fecha.
Aunque Z Rock & Pop quería regresar en Cusco en los 88.3 FM, esta frecuencia está ocupada allí por su vecina Radio La Kalle, por lo que Z Rock & Pop ocupó los 103.9 FM en su lugar.

## Frecuencias

### Actuales
2024-presente
| Ciudad     | Código de identificación | Frecuencia | PRA  | Tiempo        |
| ---------- | ------------------------ | ---------- | ---- | ------------- |
| Ventanilla | OAT-4F FM                | 91.5 MHz   | 1 kW | 2024-presente |

2025-presente
| Ciudad   | Código de identificación | Frecuencia | PRA  | Tiempo        |
| -------- | ------------------------ | ---------- | ---- | ------------- |
| Cusco    | OCZ-5G FM                | 103.9 MHz  | 1 kW | 2025-presente |
| Huancayo | OAR-4G FM                | 93.1 MHz   | 1 kW | 2025-presente |
| Moquegua | OAT-6M FM                | 102.9 MHz  | 1 kW | 2025-presente |

### Anteriores
1997-2009
| Ciudad           | Código de identificación | Frecuencia | PRA   | Tiempo               |
| ---------------- | ------------------------ | ---------- | ----- | -------------------- |
| Abancay          | OAT-5E FM                | 101.5 MHz  | 250 W | 1998-2009            |
| Arequipa         | OCZ-6S FM                | 99.1 MHz   | 3 kW  | 1997-2009            |
| Asia             | OCO-4M FM                | 89.3 MHz   | 100 W | 2007-2009            |
| Ayacucho         | OAT-5A FM                | 97.3 MHz   | 250 W | 1997-2009            |
| Cajamarca        | OBW-2Z FM                | 91.1 MHz   | 1 kW  | 1997-2009            |
| Cañete           | OAR-4Y FM                | 97.7 MHz   | 1 kW  | 1998-2007, 2009      |
| Cañete           | OBR-4K FM                | 99.9 MHz   | 1 kW  | 2007-2009            |
| Cerro de Pasco   | OAO-4P FM                | 105.5 MHz  | 1 kW  | 2006-2009            |
| Chachapoyas      | OCW-9P FM                | 95.5 MHz   | 1 kW  | 2007-2009            |
| Chiclayo         | OBW-1L FM                | 98.9 MHz   | 1 kW  | 1997-2013            |
| Chimbote         | OCZ-3V FM                | 105.9 MHz  | 1 kW  | 1997-2009            |
| Chincha          | OAT-5O FM                | 91.5 MHz   | 1 kW  | 1998-2009            |
| Chulucanas       | OAT-1A FM                | 96.9 MHz   | 250 W | 1998-2003            |
| Cusco            | OCZ-7M FM                | 99.3 MHz   | 500 W | 1997-2009            |
| Huacho           | OAT-4U FM                | 96.1 MHz   | 1 kW  | 1998-2003, 2005-2009 |
| Huancavelica     | OBT-5M FM                | 91.5 MHz   | 250 W | 1998-2009            |
| Huancayo         | OBR-4Q FM                | 92.3 MHz   | 1 kW  | 2007-2009            |
| Huánuco          | OCT-3I FM                | 99.3 MHz   | 250 W | 2001-2009            |
| Huaral           | OBT-4Y FM                | 96.9 MHz   | 250 W | 1997-2009            |
| Huaraz           | OCZ-3E FM                | 92.5 MHz   | 500 W | 2007-2009            |
| Ica              | OAT-5W FM                | 99.9 MHz   | 1 kW  | 1997-2009            |
| Ilo              | OBT-6I FM                | 92.9 MHz   | 1 kW  | 1997-2009            |
| Iquitos          | OBW-8R FM                | 88.9 MHz   | 1 kW  | 1998-2009            |
| Jaén             | OCT-2S FM                | 93.3 MHz   | 1 kW  | 1997-2003            |
| Juliaca          | OAT-7H FM                | 89.5 MHz   | 250 W | 1997-2009            |
| Lima             | OCW-4Z FM                | 95.5 MHz   | 20 kW | 1997-2009            |
| Moquegua         | OBT-6L FM                | 99.3 MHz   | 1 kW  | 1998-2003            |
| Moyobamba        | OBT-6L FM                | 92.9 MHz   | 1 kW  | 2003                 |
| Piura            | OBT-4Z FM                | 89.5 MHz   | 1 kW  | 1997-2003            |
| Pisco            | OBT-5T FM                | 95.5 MHz   | 1 kW  | 1997-2009            |
| Pucallpa         | OBW-8H FM                | 107.1 MHz  | 1 kW  | 1997-2009            |
| Puerto Maldonado | OBW-7R FM                | 93.3 MHz   | 250 W | 1997-2009            |
| Puno             | OAT-7M FM                | 89.5 MHz   | 1 kW  | 1998-2003            |
| Sullana          | OAT-1H FM                | 90.1 MHz   | 1 kW  | 1997-2009            |
| Tacna            | OBW-6T FM                | 102.1 MHz  | 250 W | 2009                 |
| Talara           | OCT-1O FM                | 101.9 MHz  | 1 kW  | 1998-2002            |
| Talara           | OCT-1O FM                | 103.9 MHz  | 250 W | 2002-2009            |
| Tarapoto         | OCW-9V FM                | 100.1 MHz  | 1 kW  | 1997-2009            |
| Tarma            | OBO-4B FM                | 104.9 MHz  | 500 W | 2006-2009            |
| Trujillo         | OCZ-2W FM                | 93.5 MHz   | 1 kW  | 1997-2009            |
| Tumbes           | OCT-1E FM                | 96.7 MHz   | 1 kW  | 1997-2009            |

2010-2011
| Ciudad      | Código de identificación | Frecuencia | PRA   | Tiempo          |
| ----------- | ------------------------ | ---------- | ----- | --------------- |
| Arequipa    | OCZ-6S FM                | 99.1 MHz   | 3 kW  | 2010-2016       |
| Cajamarca   | OCR-2N FM                | 105.1 MHz  | 1 kW  | 2010-2016       |
| Chachapoyas | OCW-9P FM                | 95.5 MHz   | 1 kW  | 2010-2011       |
| Chiclayo    | OBW-1L FM                | 98.9 MHz   | 1 kW  | 2010-2013       |
| Cusco       | OCZ-7M FM                | 99.3 MHz   | 500 W | 2010-2011       |
| Iquitos     | OBW-8S FM                | 107.1 MHz  | 1 kW  | 2010-2011, 2015 |
| Huancayo    | OBW-4L FM                | 95.1 MHz   | 1 kW  | 2010-2013       |

2011-2012
| Ciudad   | Código de identificación | Frecuencia | PRA   | Tiempo    |
| -------- | ------------------------ | ---------- | ----- | --------- |
| Barranca | OAQ-4Y FM                | 102.5 MHz  | 500 W | 2011-2014 |
| Ica      | OBT-5J FM                | 97.3 MHz   | 250 W | 2011-2013 |
| Ilo      | OBW-6M FM                | 98.3 MHz   | 250 W | 2011-2013 |
| Iquitos  | OBW-8R FM                | 88.9 MHz   | 1 kW  | 2011-2013 |
| Moquegua | OCW-6Z FM                | 102.9 MHz  | 1 kW  | 2011-2014 |
| Nasca    | OBN-5H FM                | 99.1 MHz   | 1 kW  | 2011-2016 |
| Tacna    | OBW-6T FM                | 102.1 MHz  | 250 W | 2011-2016 |
| Tarapoto | OCW-9V FM                | 100.1 MHz  | 1 kW  | 2011-2013 |

2012-2013
| Ciudad   | Código de identificación | Frecuencia         | PRA   | Tiempo                                      |
| -------- | ------------------------ | ------------------ | ----- | ------------------------------------------- |
| Camaná   | OCQ-6V FM                | 100.7 MHz          | 500 W | 2012-2013, 2014-2015                        |
| Chimbote | OCW-3A FM                | 98.9 MHz           | 1 kW  | 2012-2013                                   |
| La Oroya | OAK-4Z FM OAC-4B FM      | 95.1 MHz 103.1 MHz | 500 W | 2012-2013                                   |
| Lima     | OCR-4N FM                | 96.1 MHz           | 6 kW  | 23 de mayo de 2012-6 de septiembre del 2012 |

2014-2015
| Ciudad   | Código de identificación | Frecuencia | PRA   | Tiempo          |
| -------- | ------------------------ | ---------- | ----- | --------------- |
| Chiclayo | OBW-1L FM                | 98.7 MHz   | 1 kW  | 2014            |
| La Oroya | OAK-4Y FM                | 92.9 MHz   | 250 W | 2014-2015       |
| Cusco    | OCW-7F FM                | 88.3 MHz   | 500 W | 2011-2015       |
| Huancayo | OCR-4N FM                | 100.3 MHz  | 1 kW  | 2014-2016       |
| Huaraz   | OCZ-3E FM                | 98.9 MHz   | 1 kW  | 2014-2016       |
| Piura    | OCT-1I FM                | 89.5 MHz   | 1 kW  | 1997-2009, 2015 |
| Ica      | OCW-5P FM                | 104.1 MHz  | 5 kW  | 2014-2016       |
| Iquitos  | OBW-8S FM                | 107.1 MHz  | 1 kW  | 2014-2015       |
| Sullana  | OAT-1H FM                | 106.1 MHz  | 1 kW  | 2014-2016       |

2015-2016
| Ciudad    | Indicativo | Frecuencia | PRA   | Tiempo    |
| --------- | ---------- | ---------- | ----- | --------- |
| Chiclayo  | OBW-1F FM  | 89.7 MHz   | 1 kW  | 2015-2016 |
| Huacho    | OBT-4U FM  | 90.9 MHz   | 1 kW  | 2015-2016 |
| Ica       | OCW-5P FM  | 104.1 MHz  | 5 kW  | 2014-2016 |
| Lima Este | OCW-4U FM  | 98.7 MHz   | 250 W | 2015-2016 |
| Mollendo  | OBR-6K FM  | 93.9 MHz   | 250 W | 2015-2016 |

23 de mayo del 2025-7 de julio del 2025
| Ciudad   | Indicativo | Frecuencia | PRA  | Tiempo                                    |
| -------- | ---------- | ---------- | ---- | ----------------------------------------- |
| Huancayo | OAR-4G FM  | 88.1 MHz   | 1 kW | 23 de mayo del 2025 - 30 de mayo del 2025 |
| Huancayo | OAR-4G FM  | 87.9 MHz   | 1 kW | 30 de mayo del 2025 - 7 de julio del 2025 |

## Eslóganes
| Tiempo          | Eslóganes |
| --------------- | --- |
| 1997-2001       | La primera cadena Rock & Pop del Perú - 1997-2006 Sólo Rock & Pop - 1997-2001 La banda sonora de tu vida - 1997-2005 Gente que ama la música - 1997-2001 Antes que todas - 1997-2001 Porque los tiempos cambian, pero la música queda - 1999 Rumbo al 2000 - 1999 2 años de radio, con la música de toda tu vida (aniversario) - 2000 Rumbo al 2001 |
| 2001-2005       | Es música - 2001-2005 Amamos la música - 2001-2004 Sólo hay una - 2004 7 años de buena música (aniversario) - 2001-2005 Desde 1997, la radio Rock & Pop del Perú |
| 2005-2006       | Lo mejor de los 80's… y más - 2005 8 años con lo mejor de los 80… y más (aniversario) - 2005 8 años... ¿Quién lo diría? (aniversario) |
| 2006-2007       | La mejor música de los 80's... y más - 2006 Más y mejor música de los 80 |
| 2007-2009       | La esencia de los 80's - 2008 11 años, la esencia de los 80 (aniversario) |
| 2009            | ¡Vive! - 2009 ¡Vive! La esencia de los 80 - 2009 Con las mejores bandas, ¡Vive! - 2009 Tu radio - 2009 Z Rock & Pop, 12 años (aniversario) |
| 2010-2012       | Todo el rock & pop todas las decadas... |
| 2012-2016       | Marca Original - 2012 Desde 1997, La marca original del Rock & Pop - 2012-2016 Porque los tiempos cambian, pero la música queda - 2013 16 años, marca original (aniversario) - 2014 17 años, marca original (aniversario) - 2015 18 años, marca original (aniversario) |
| 2016-actualidad | La marca de la buena música - 2016 Lo mejor de los 70's, 80's, 90's y 2000's - 2016-actualidad Es música - 2016-actualidad La original siempre será la mejor - 2017-actualidad El sonido que te distingue - 2017-actualidad Pasado, presente y futuro de la música - 2017-actualidad Lo mejor de los 70's, 80's, 90's y hoy - 2017-actualidad Lo mejor de los 80's, 90's y hoy - 2017-actualidad Desde 1997, la radio Rock & Pop del Perú - 2017 20 años, de buena música (aniversario) - 2018-actualidad Lo mejor de tu vida - 2018-actualidad Los 80 estan en ti - 2022 25 años, de buena música (aniversario) |